# Зенодот Эфесский
Зенодот (др.-греч. Ζηνόδοτος ὁ Ἐφέσιος
; ок. 325 год до н. э.— ок. 260 до н. э.) — древнегреческий филолог-грамматик и поэт, комментатор Гомера, основатель текстологии. Первый хранитель Александрийской библиотеки. Уроженец Эфеса и ученик Филита Косского.

## Биография
Известия о его жизни и трудах кратки и неточны. Будучи учеником поэта и грамматика Филита Косского, получил приглашение египетского правителя Птолемея I приехать в Александрию, чтобы работать библиотекарем и обучать наследника престола. Так Зенодот стал первым руководителем Александрийской библиотеки, где он смог проявить свои филологические способности. В его обязанности входили оценка качества поступающих в библиотеку рукописей и исправление ошибок в них. Важнейшим изобретением Зенодота был знак обелюс (ὀβελός) в виде просто черты или черты с добавлением точек по одной сверху и снизу. Знак помещался на полях рукописи напротив строки, которую филолог считал сомнительной. Не исключено, что Зенодоту принадлежит разделение «Илиады» и «Одиссеи» на 24 книги (которые часто неточно называют песнями).
Позднейшие схолии сохранили для нас несколько сотен чтений (вариантов) Зенодота к отдельным местам поэм Гомера, однако, судя по всему, критерии его работы были неизвестны уже его ближайшим последователям — Аристофану Византийскому и Аристарху Самофракийскому. Поскольку многие чтения Зенодота очень странны, а позднейшие комментарии к ним неинформативны, современные учёные спорят о том, каково происхождение вариантов филолога и по каким критериям он объявлял отдельные стихи Гомера сомнительными.
Кроме Гомера филолог работал над текстами Гесиода, Анакреона и Пиндара.
В словаре Суда о нем говорится, как об эпическом поэте. Также сохранились три коротких стихотворения в Anthologia Graeca, приписываемых Зенодоту.